# Birendra

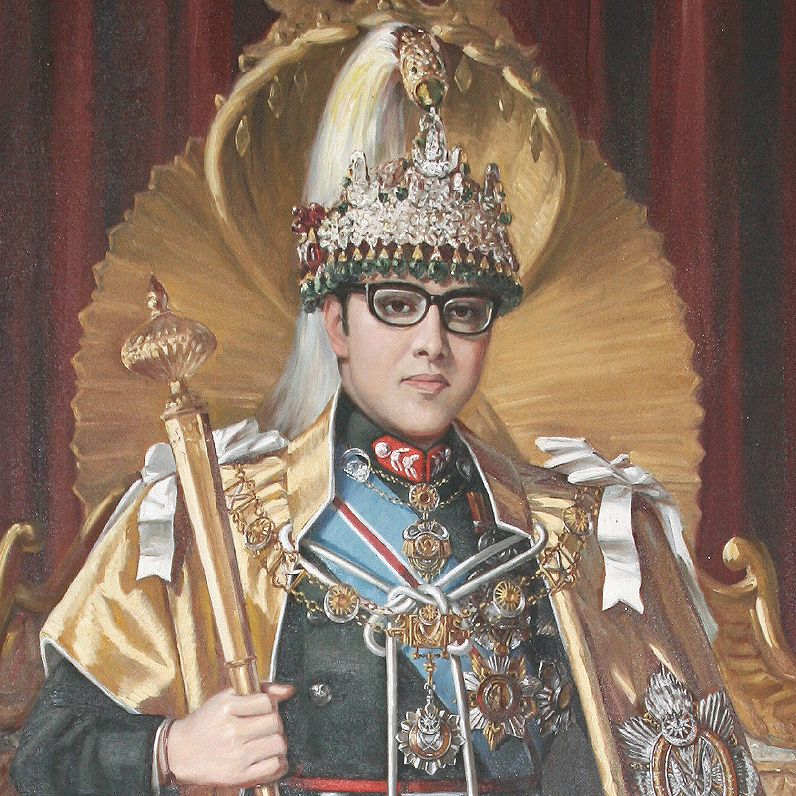
König Birendra

Birendra Bir Bikram Shah Dev (विरेन्द्र वीर विक्रम शाह देव) (* 28. Dezember 1945 in Kathmandu; † 1. Juni 2001 ebenda) war von 1972 bis zu seinem gewaltsamen Tod 2001 der König von Nepal.

## Leben
Birendra genoss eine gute Ausbildung in Europa, Asien und Amerika, unter anderem von 1959 bis 1964 in Eton, an der Universität in Tokio (1967) und an der Harvard University (1967–1968). 1970 wurde Birendra mit Aishwarya Rajya Lakshmi aus der Rana-Familie verheiratet, um den jahrzehntelangen Streit um die Vorherrschaft in Nepal zu beenden. Als er 1972 den Thron des Königreichs Nepal bestieg, war er bereits ein vielgereister Mann. Ab Mitte der 1970er Jahre suchte Birendra auch die Nähe zum Nachbarland China und weilte im Juni 1976 als erstes ausländisches Staatsoberhaupt in Tibet.
Mehr als sein Vater und Vorgänger Mahendra galt Birendra als aufgeschlossen gegenüber der parlamentarischen Demokratie. Er hielt jedoch vorerst am Panchayat-System mit dem Verbot politischer Parteien fest. Nach heftigen Unruhen unterzeichnete er im November 1990 eine neue Verfassung, die ihn zum konstitutionellen Monarchen machte. Es gelang aber nicht, die sozialen Probleme des Landes zu lösen. Seit 1996 fochten maoistische Rebellen gegen die Regierung.
Im Jahr 2001 wurden Birendra und ein Großteil seiner Familie im Rahmen eines Massenmordes im Königshaus getötet. Die Tat soll von seinem Sohn, Thronfolger Dipendra, begangen worden sein. Diese Version des Tatherganges wird jedoch von vielen Bürgern in Nepal bezweifelt. Dipendra wurde nach Birendras Tod zum König ausgerufen. Da er jedoch durch die Schussverletzungen, die er sich im Laufe der Vorfälle im Königspalast mutmaßlich selbst zugefügt hatte, im Koma lag, wurde der Bruder Birendras, Prinz Gyanendra, zum Regenten erklärt. Gyanendra trat, nachdem Dipendra drei Tage später verstorben war, die offizielle Nachfolge als König von Nepal an. 2008 wurde die Monarchie in Nepal abgeschafft.